# Hilde Güden
Hilde Güden, o Gueden (Viena (Àustria), 15 de setembre, 1917 - Klosterneuburg (Baixa Àustria), 17 de setembre de 1988), va ser una soprano austríaca que va ser una de les sopranos straussianes i mozartianes més apreciades de la seva època. Les seves interpretacions juvenils i vivaces la van convertir en una intèrpret ideal de papers com Zerbinetta a Ariadne auf Naxos i Susanna a Les noces de Figaro.

## Joventut
Nascuda Hulda Geiringer a Viena, va estudiar cant amb Otto Iro, piano amb Maria Wetzelsberger i ball a l'Acadèmia de Música de Viena. Va debutar, com Hulda Gerin, el 1937 a l'opereta de Benatzky Herzen im Schnee a la Volksoper de Viena. El seu debut operístic va arribar el 1939, quan va cantar Cherubino a Le nozze di Figaro a l'Òpera de Zuric.
El 1941, el famós director d'orquestra Clemens Krauss la va contractar per a l'Òpera Estatal de Munic, on va cantar amb molt d'èxit. A partir d'aquest moment va utilitzar Hilde Güden com a nom artístic.

## Carrera de postguerra

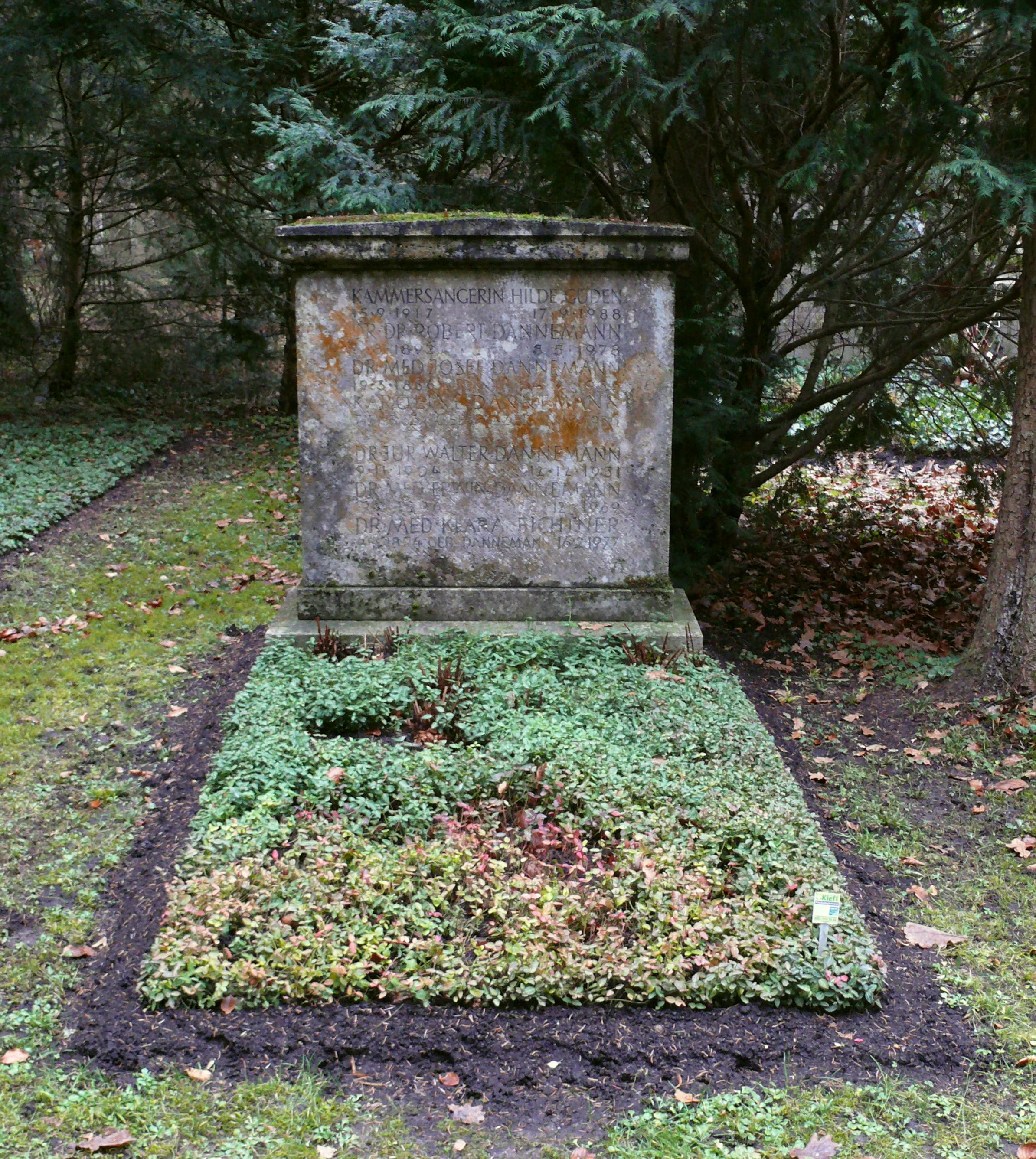
Tombe de Hilde Güden

A Itàlia, Tullio Serafin la va convidar a cantar Sophie a (Der Rosenkavalier) a Roma i Florència. A partir de llavors, va obtenir grans èxits a París, Milà, Londres, Venècia, Glyndebourne i altres ciutats importants. Va debutar al Festival de Salzburg el 1946 cantant Zerlina a Don Giovanni de Mozart el 1946. El 1947, va començar una llarga pertinença a la Vienna Staatsoper, on encara era de les millors estrelles fins al 1973. El desembre de 1951, va debutar al Metropolitan Opera com Gilda a Rigoletto. El 1953, va cantar Ann Trulove a la primera actuació dels Estats Units de The Rake's Progress de Stravinski a la Metropolitan Opera.
Des de finals de la dècada de 1950, va passar dels papers lleugers als de la lletra a les mateixes òperes; de Susanna a la comtessa Almaviva (Les noces de Figaro), de Zerlina a Donna Elvira (Don Giovanni), de Despina a Fiordiligi (Così fan tutte), de Nannetta a Alice Ford (Falstaff) i de Musetta a Mimi (La bohème) . També va ser elogiada per les seves interpretacions de Violetta a La traviata, Marguerite a Faust (Gounod) i Micaëla a Carmen.
Va ser una cantant molt versàtil i realitzada. A més dels seus habituals Mozart i Richard Strauss, també era una cantant d'opereta ideal. La seva Rosalinde a Die Fledermaus és considerada un dels seus millors papers. En el repertori del bel canto, es va convertir en una famosa Gilda a Rigoletto i Adina a L'elisir d'amore. També es va destacar pel seu treball de lieder i oratori.
Va morir als 71 anys a Klosterneuburg i va ser enterrada al cementiri Waldfriedhof de Munic. (El tenor Fritz Wunderlich també està enterrat allà.)

## Enregistraments
Durant les dècades de 1950 i 1960, Hilde Güden va fer desenes d'enregistraments amb els millors artistes de la seva generació, especialment per al segell Decca/London. A continuació es mostra una selecció dels seus treballs gravats:
1. Mozart: Le nozze di Figaro (com a Susanna) amb Lisa della Casa, Cesare Siepi i Erich Kleiber (director); Cor de l'Òpera Estatal de Viena i Orquestra Filharmònica de Viena; rec.1955 (Decca). Per a més detalls, vegeu Le nozze di Figaro (enregistrament de Kleiber).
2. Mozart: Don Giovanni (com a Zerlina) amb Lisa della Casa, Cesare Siepi, Walter Berry, Suzanne Danco i Josef Krips (conductor); Cor i Orquestra de l'Òpera Estatal de Viena; rec.1955 (Decca)
3. Mozart: Die Zauberflöte (com a Pamina) amb Wilma Lipp, Leopold Simoneau, Kurt Boehme i Karl Böhm (conductor); Cor i Orquestra de l'Òpera Estatal de Viena; rec.1955 (Decca)
4. Johann Strauss: Die Fledermaus (com a Rosalinde) amb Wilma Lipp, Anton Dermota, Julius Patzak i Clemens Krauss (conductor); Cor i Orquestra de l'Òpera Estatal de Viena; rec.1950 (London Gramophone LLP 305, Decca, ara només disponible en diverses versions de "domini públic")
5. Johann Strauss: Die Fledermaus (as Rosalinde) with Erika Köth, Walter Berry, Regina Resnik and Herbert von Karajan (cond.); Chorus and Orchestra of the Vienna State Opera; rec.1960 (Decca)
6. Johann Strauss: Der Zigeunerbaron (com a Saffi) amb Karl Terkal, Walter Berry, Anneliese Rothenberger i Heinrich Hollreiser (cond.); Cor i Orquestra de l'Òpera Estatal de Viena; rec.1959 (EMI)
7. Richard Strauss: Daphne (com a Daphne) amb Fritz Wunderlich, James King, Paul Schoffler i Karl Böhm (conductor); Cor i Orquestra de l'Òpera Estatal de Viena; rec.1964/en directe (DG)
8. Richard Strauss: Der Rosenkavalier (com Sophie) amb Maria Reining, Sena Jurinac i Erich Kleiber (conductor); Cor i Orquestra de l'Òpera Estatal de Viena; rec.1954 (Decca)
9. Richard Strauss: Die schweigsame Frau amb Hermann Prey, Fritz Wunderlich, Hans Hotter i Karl Böhm (conductor); Cor i Orquestra de l'Òpera Estatal de Viena; rec.1959/live-Festival de Salzburg (DG)
10. Richard Strauss: Ariadne auf Naxos (com a Zerbinetta) amb Lisa della Casa, Irmgard Seefried, Rudolph Schock i Karl Böhm (cond.); Cor i Orquestra de l'Òpera Estatal de Viena; rec.1954/live-Festival de Salzburg (DG)
11. Richard Wagner: The Master Singers of Nuremberg (com a Eva) amb Paul Schöffler, Günther Treptow, Karl Dönch, Anton Dermota i Hans Knappertsbusch (conductor); Cor i Orquestra de l'Òpera Estatal de Viena; rec.1950–51 (Decca)
12. Giacomo Puccini: La bohème (com a Musetta) amb Renata Tebaldi, Giacinto Prandelli, Fernando Corena i Alberto Erede (conductor); Orquestra i Cor de l'Accademia di Santa Cecilia, Roma; rec.1950 (Decca)
13. Giuseppe Verdi: Rigoletto (com a Gilda) amb Aldo Protti, Mario Del Monaco, Cesare Siepi i Alberto Erede (conductor); Cor i Orquestra de l'Accademia di Santa Cecilia, Roma; rec.1954 (Decca)
14. As de diamant ‘Giuditta Decca’ de Franz Lehár, GOS583-4, 1959, Rudolf Moralt. Orquestra i cor de l'Òpera Estatal de Viena, Hilde Güden, Waldemar Kmentt, Emmy Loose, Murray Dickie, Oskar Czerwenka i Walter Berry

## Vídeo
- Com la Comtessa a Le nozze di Figaro, en una actuació en directe amb Dietrich Fischer-Dieskau, Geraint Evans, Graziella Sciutti i Evelyn Lear, dirigida per Lorin Maazel, del Festival de Salzburg, 1963. El DVD està publicat per Video Artists International, Inc. Número de catàleg VAI DVD 4519.
- Aries de Don Pasquale i Die Fledermaus a Golden Age of Singing, vol. 1, publicat per Video Artists International, Inc. Número de catàleg VAI DVD 4701.
- "Vilia" de The Merry Widow a Golden Age of Singing, vol. 2, publicat per Video Artists International, Inc. Número de catàleg VAI DVD 4702.